# Суббан, Малкольм
Ма́лкольм-Джама́л Джа́стин Су́ббан (англ. Malcolm-Jamaal Justin Subban; 21 декабря 1993, Торонто, Канада) — профессиональный канадский хоккеист, вратарь. На драфте НХЛ 2012 года выбран в первом раунде под 24-м номером клубом «Бостон Брюинз».

## Игровая карьера

### Клубная карьера
На молодёжном уровне Малкольм Суббан выступал в Хоккейной лиге Онтарио за клуб «Бельвиль Буллз».
В 2012 году на драфте НХЛ Суббан был выбран в первом раунде под общим 24 номером клубом «Бостон Брюинз». 6 сентября он подписал с клубом первый контракт новичка, рассчитанный на три года.
До 2013 года Суббан играл за «Бельвилль» в ОХЛ, после чего он продолжил карьеру в «Провиденс Брюинз» в АХЛ.
Малкольм Суббан дебютировал в НХЛ 20 февраля 2015 года в матче против «Сент-Луис Блюз». Суббан пропустил три шайбы и был заменён в середине матча.
7 февраля 2016 года во время предматчевой раскатки в Портленде Суббан получил удар шайбой в горло, после чего был госпитализирован с переломом гортани.
Второй свой матч в НХЛ Суббан провёл 25 октября 2016 года против «Миннесоты Уайлд». Эта игра сложилась для него также неудачно — он пропустил три шайбы и был заменён в середине второго периода.
2 октября 2017 года «Бостон» выставил Суббана на драфт отказов, откуда его на следующий день забрал «Вегас Голден Найтс».
За «Вегас» Суббан дебютировал 15 октября в матче против своей бывшей команды — «Бостона». Он отразил 21 бросок из 22 по своим воротам, а «Вегас» выиграл со счётом 3:1.

### В сборной
В составе молодёжной сборной Канады Суббан принимал участие в чемпионате мира 2013 года. Канадцы уступили в полуфинале сборной США, а в матче за бронзу — сборной России и заняли четвёртое место. Суббан пропустил 15 голов в шести матчах и стал только шестым вратарём турнира по проценту отбитых бросков.

## Личная жизнь
Родители Малкольма Суббана — уроженцы островов Карибского моря (Ямайки и Монтсеррата). Кроме Малкольма в семье ещё 4 детей: 2 сына и 2 дочери. Оба брата также являются хоккеистами: старший Пи-Кей — олимпийский чемпион 2014 года, участник Матчей всех звёзд НХЛ; младший Джордан — выступает в системе «Лос-Анджелес Кингз».
Суббан выступает под номером 30, который он взял в честь своего кумира, вратаря «Нью-Йорк Рейнджерс» Хенрика Лундквиста.